# Lantdag

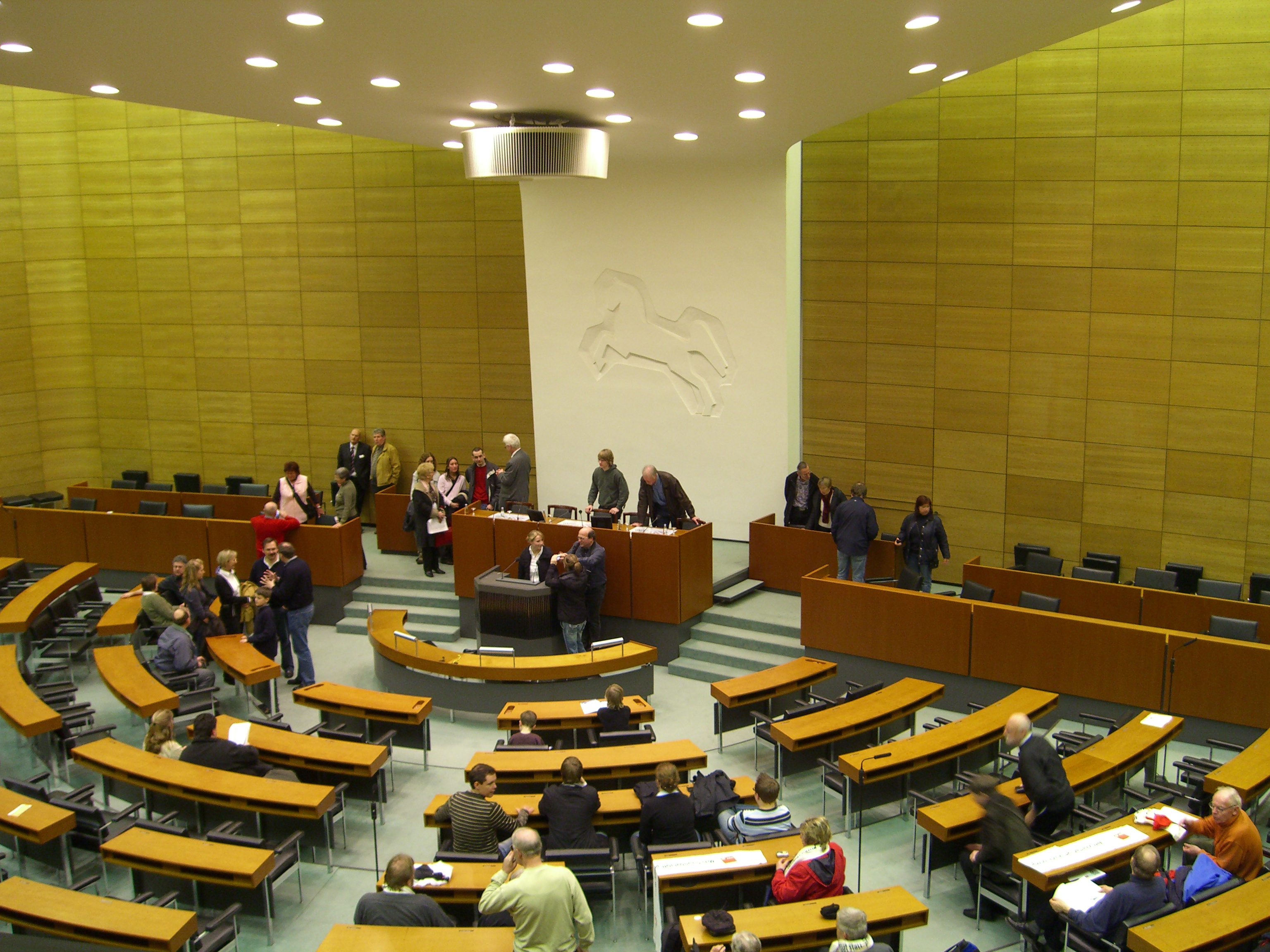
Det tyska förbundslandet Niedersachsens lantdag, 2007.

Lantdag är namnet på en folkrepresentation i en delstat eller underlydande land (medan hela landets parlament kallas riksdag eller förbundsdag). Namnet har använts i Estland, Kurland, Livland och Finland under den ryska tiden och i svenska besittningar, och används alltjämt för parlamenten i Tysklands och Österrikes förbundsländer (tyska: Landtag), med undantag för de tyska förbundsländer som är stadsstater.

## Sverige
I Sverige användes termen som beteckning för vissa landsortsmöten i Sverige och Finland, samt i de baltiska besittningarna. På 1660-talet hölls Malmö lantdag, där de nyförvärvade skånska provinsernas angelägenheter avhandlades.

## Finland före 1919
Folkrepresentationen i Finland kallades lantdag under storfurstendömets tid 1809–1917 och fram till antagandet av det självständiga Finlands första grundlag 1919 (1919 års regeringsform), då beteckningen i stället blev riksdag som följd av att landet hade blivit självständigt. Efter lantdagen i Borgå 1809 sammankallades den inte förrän med lantdagen i Helsingfors 1863. Den mellanliggande perioden, då ingen finländsk lagstiftning ägde rum,  brukar i Finlands historia kallas statsnatten.
Lantdagen var till 1907 en ståndslantdag vald genom klassval, och bestående av fyra ständer: ridderskapet och adeln, prästeståndet, borgarståndet samt bondeståndet. Under storfurstendömets tid sammanträdde ståndslantdagen 15 gånger: 1809 (Borgå lantdag), 1863,  1867, 1872, 1877, 1882, 1885, 1888, 1891, 1894, 1897, 1899 (urtima lantdag), 1900, 1904–1905, och 1905–1906  (urtima lantdag). I Helsingfors sammanträdde adeln i Riddarhuset och de ofrälse stånden i Ständerhuset.
Efter storstrejken 1905 omvandlades ståndslantdagen 1907 genom Lantdagsordningen 1906 till en enkammarlantdag sammansatt av representanter för olika politiska partier, valda med allmän och lika rösträtt (för kvinnors del bland de första i världen).

## Tyskspråkiga länder
Lantdag (tyska: Landtag) är beteckningen för parlamentet i ett tyskt eller österrikiskt förbundsland (med undantag av de tyska förbundsländerna och stadsstaterna Bremen, Hamburg och Berlin där det kallas borgerskap, Bürgerschaft, respektive deputeradekammare, Abgeordnetenhaus). I äldre tid (fram till och med Weimarrepubliken) var även Lübeck en "fri stad"/"fri riksstad", det vill säga en egen delstat efter Tysklands enande 1871. Den hade inte heller en landtag utan istället en annan sorts folkrepresentation, som Bremen och Hamburg har idag.
Före Tysklands enande var Lübeck liksom Bremen och Hamburg och en del andra fria riksstäder egna självständiga stater, liksom en rad furstendömen också var. Så hade det varit sedan statsbegreppet definierades i Westfaliska freden (till förmån för de tidigare vasallerna i Tyskland). I furstendömena bildades under framförallt 1800-talet lantdagar av olika slag i de tidigare mer eller mindre absoluta monarkierna, där enväldiga furstar styrde.  Detta i och med att liberalismen gjorde sig alltmer gällande sedan franska revolutionen 1789. Detta förstärktes också i och med revolutionerna 1848, som började med februarirevolutionen i Frankrike samma år. En del lantdagar grundade sig på ståndssystemet och en del förblev så, medan andra nyskapades eller blev mer liberala och moderna.
Samtidigt innebar liberalismen att större delar av befolkningen fick ökad betydelse politiskt och de ville ha en enklare stat att röra sig inom för handel, regler och så vidare, för att lättare kunna skapa sig välstånd för att försörja den allt större befolkningen. I samband med nationalismen som också började gry under franska revolutionen gav det upphov till upprepade krav på och försök till att ena Tyskland i en enda stat. Ett försök till det var Frankfurtparlamentet i Sankt Paulskyrkan (Paulskirche) i Frankfurt under revolutionsåret 1848.

### Liechtenstein
Även den lagstiftande församlingen i Liechtenstein bär beteckningen som en lantdag.

### Tyskland
En lantdag väljs vart fjärde till femte år i Tyskland. Lantdagen bestämmer över ekonomin och ändrar förbundslandets lagar och författning (även om det dessutom krävs en folkomröstning för detta i vissa förbundsländer). Ledamöterna i lantdagen har som officiell beteckning Mitglied des Landtages (MdL). De väljer i de tyska förbundsländerna en ministerpresident (utom i stadsstaterna). I förbundsländer som huvudsakligen består av en stad utses istället en borgmästare, men i Berlin en "regerande borgmästare" och i Hamburg en "förste borgmästare".

#### Lantdagar i förbundsrepubliken
- Baden-Württembergs lantdag
- Bayerska lantdagen
- Brandenburgs lantdag
- Hessens lantdag
- Mecklenburg-Vorpommerns lantdag
- Niedersachsens lantdag
- Nordrhein-Westfalens lantdag
- Rheinland-Pfalz lantdag
- Saarlands lantdag
- Sachsens lantdag
- Sachsen-Anhalts lantdag
- Schleswig-Holsteins lantdag
- Thüringens lantdag

### Österrike
En lantdag väljs vart femte till sjätte år i Österrike. Ledamöterna i lantdagen har som officiell beteckning Mitglied des Landtages (MdL). De väljer i Österrikes förbundsländer en Landeshauptmann/Landeshauptfrau (utom i Wien).